# Dimitrie Cărăuș
Dimitrie Cărăuș (n. 14 aprilie 1892, Sevirova, Județul Soroca (interbelic) – d. secolul al XX-lea) student, membru al Sfatului Țării și victimă ulterioară (în 1940 - 1941), una din numeroasele victime ale comunismului sovietic .

## Biografie

### Sfatul Țării
La data de 27 martie 1918, pe vremea când studia, Dimitrie Cărăuș a votat Unirea Basarabiei cu România.

### Victimă a represiunii comuniste sovietice
Ca urmare a intrării sovieticilor în Basarabia, după semnarea Actului Tripartit la 27 septembrie 1940, tuturor membrilor Sfatului Țării le sunt intentate procese politice, sunt arestați, trimiși în Gulagul sovietic, unde toți vor deceda din cauza bătăii,  epuizării și totrturilor la care fuseseră supuși. Lavrenti Beria avusese grijă personal de aceste cazuri. 

## Galerie de imagini

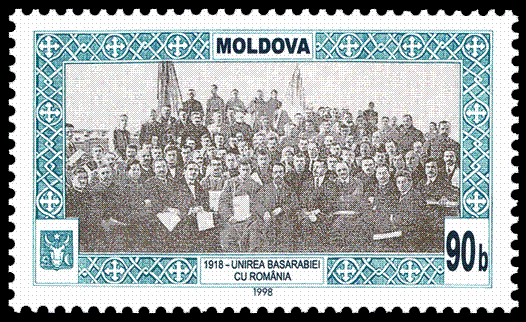
Timbru din Republica Moldova, 1998